# 1616

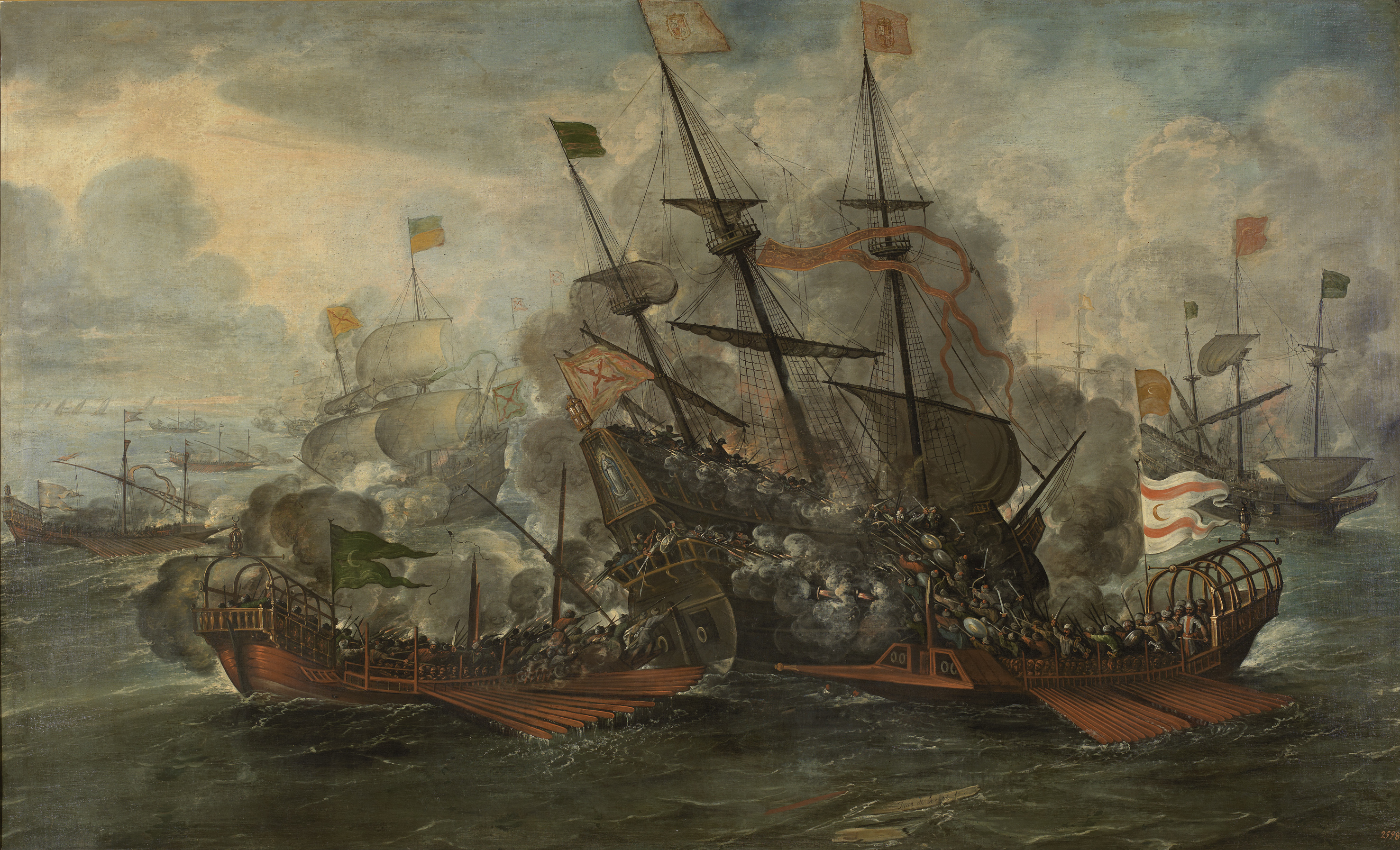
Luglio: Battaglia di Capo Celidonia

Il 1616 (MDCXVI in numeri romani) è un anno bisestile del XVII secolo.

## Eventi
- Il De revolutionibus orbium coelestium di Niccolò Copernico viene messo all'Indice dei libri proibiti.
- 15 giugno – Pacifique Duplessis apre la prima scuola per bambini pellerossa in Canada, a Tadoussac
- 14 luglio – Battaglia di Capo Celidonia: Una flotta spagnola al comando del capitano Don Francisco de Ribera y Medina sconfigge una più vasta flotta ottomana al largo delle coste di Cipro.
- William Harvey scopre la circolazione sanguigna.

## Nati

### Gennaio
- 8 gennaio - Giovanni Antonio De Rossi, architetto italiano († 1695)
- 11 gennaio - Girolamo Borghesi, vescovo cattolico italiano († 1698)
- 13 gennaio - Antoinette Bourignon, mistica fiamminga († 1680)
- 16 gennaio - Francesco di Borbone-Vendôme, generale francese († 1669)
- 20 gennaio - Jerzy Sebastian Lubomirski, principe e generale polacco († 1667)
- 23 gennaio - Giulio Berlendis, vescovo cattolico italiano († 1693)
- 31 gennaio - Ermanno Adolfo di Lippe-Detmold, nobile tedesco († 1666)

### Febbraio
- 1º febbraio - Sofia Elisabetta di Brandeburgo, principessa tedesca († 1650)
- 2 febbraio - Sébastien Bourdon, pittore francese († 1671)
- 2 febbraio - Giovanni Sagredo, ambasciatore italiano († 1682)
- 5 febbraio - Marie de Hautefort, francese († 1691)
- 28 febbraio - Federico d'Assia-Darmstadt, cardinale e vescovo cattolico tedesco († 1682)
- 28 febbraio - Kaspar Förster il Giovane, compositore e cantante lirico tedesco († 1673)

### Marzo
- 1º marzo - Maurizio Cazzati, compositore italiano († 1678)
- 5 marzo - Francesco Maria Febei, arcivescovo cattolico e scrittore italiano († 1680)

### Aprile
- 5 aprile - Federico del Palatinato-Zweibrücken, nobile tedesco († 1661)
- 10 aprile - Trijntje Keever, olandese († 1633)
- 19 aprile - Luigi IV di Legnica, nobile polacco († 1663)
- 20 aprile - Alfonso II Gonzaga, nobile († 1678)
- 24 aprile - Gustavo di Wasaborg, condottiero svedese († 1653)

### Maggio
- 1º maggio - Federico II di Brandeburgo-Ansbach, nobile tedesco († 1634)
- 3 maggio - Carlo Gonzaga, nobile italiano († 1680)
- 19 maggio - Johann Jakob Froberger, compositore, clavicembalista e organista tedesco († 1667)
- 24 maggio - John Maitland, I duca di Lauderdale, nobile e politico britannico († 1682)
- 25 maggio - Carlo Dolci, pittore italiano († 1686)
- 27 maggio - Cristina Maddalena del Palatinato-Zweibrücken-Kleeburg († 1662)

### Giugno
- 10 giugno - Paolo Naldini, scultore italiano († 1691)
- 17 giugno - Georg Ludwig von Sinzendorf, nobile e politico austriaco († 1681)
- 23 giugno - Shah Shuja, principe indiano († 1661)
- 24 giugno - Ferdinand Bol, pittore olandese († 1680)
- 24 giugno - Filippo di Hohenzollern-Hechingen, principe († 1671)
- 28 giugno - Lucas Franchoijs il Giovane, pittore fiammingo († 1681)

### Luglio
- 10 luglio - Antonio del Castillo y Saavedra, pittore spagnolo († 1668)
- 21 luglio - Anna de' Medici, nobile italiana († 1676)

### Agosto
- 13 agosto - Plautilla Bricci, architetta e pittrice italiana († 1705)
- 25 agosto - Bernardo Cavallino, pittore italiano († 1656)
- 30 agosto - Giovan Battista Nani, ambasciatore e storico italiano († 1678)

### Settembre
- 9 settembre - Giuseppe Balzano, compositore maltese († 1700)
- 14 settembre - Philips Angel I, pittore olandese († 1683)

### Ottobre
- 2 ottobre - Andreas Gryphius, poeta e drammaturgo tedesco († 1664)
- 18 ottobre - Nicholas Culpeper, medico, botanico e astrologo britannico († 1654)
- 20 ottobre - Thomas Bartholin, anatomista danese († 1680)
- 20 ottobre - Ermanno Stroiffi, pittore e presbitero italiano († 1693)
- 21 ottobre - Camillo Astalli, cardinale e vescovo cattolico italiano († 1663)

### Novembre
- 17 novembre - Alvise Sagredo, patriarca cattolico italiano († 1688)
- 19 novembre - Eustache Le Sueur, pittore francese († 1655)
- 23 novembre - John Wallis, presbitero e matematico inglese († 1703)
- 24 novembre - Antonio de Aragón-Córdoba-Cardona y Fernández de Córdoba, cardinale spagnolo († 1650)

### Dicembre
- 4 dicembre - Francesco Giacinto Gonzaga, religioso italiano († 1630)
- 14 dicembre - William Hamilton, II duca di Hamilton, nobile, militare e politico scozzese († 1651)
- 16 dicembre - Guidobaldo Thun, cardinale e arcivescovo cattolico austriaco († 1668)
- 18 dicembre - Carlo Cesare Malvasia, storico dell'arte italiano († 1693)
- 21 dicembre - Pietro Andrea Ziani, compositore e organista italiano († 1684)
- 25 dicembre - Christian Hofmann von Hofmannswaldau, poeta tedesco († 1679)

### Senza giorno specificato
- Christian Aagard, poeta danese († 1664)
- George Ayscue, ammiraglio inglese († 1672)
- Carlo Martino Carlone, architetto italiano († 1667)
- Antonio Juan de Centelles, politico, nobile e giudice spagnolo († 1681)
- Henri Chabot, nobiluomo francese († 1655)
- Pier Francesco Cittadini, pittore italiano († 1681)
- Henry Cooke, compositore, attore teatrale e cantore britannico († 1672)
- Matteo Cristiano, avvocato italiano († 1653)
- Bénigne Dauvergne de Saint-Mars, militare francese († 1708)
- Michel Dorigny, pittore e incisore francese († 1665)
- François Duchesne, storico francese († 1693)
- William Faithorne, incisore e pittore inglese († 1691)
- Girolamo Gastaldi, cardinale e arcivescovo cattolico italiano († 1685)
- Onofrio Giliberto, scrittore, drammaturgo e romanziere italiano († 1665)
- Anna Maria di Gonzaga-Nevers, nobile francese († 1684)
- Pieter Goos, incisore, cartografo e editore olandese († 1675)
- Anton Goubau, pittore fiammingo († 1698)
- André Graindorge, filosofo e medico francese († 1676)
- Daniel Gravius, missionario e linguista olandese († 1681)
- Ludolf de Jongh, pittore olandese († 1679)
- David Lewis, presbitero e gesuita gallese († 1679)
- Muhammad Baqir Majlisi, teologo e giurista persiano († 1689)
- John Owen, predicatore e teologo inglese († 1683)
- Luigi Pellegrini Scaramuccia, pittore e storico dell'arte italiano († 1680)
- Jan Rieuwertsz, editore olandese († 1687)
- William Russell, I duca di Bedford, nobile, militare e politico inglese († 1700)
- John Thurloe, britannico († 1668)
- Thomas Wijck, pittore olandese († 1677)

## Morti

### Gennaio
- 5 gennaio - Simeon Bekbulatovič, nobile russo
- 6 gennaio - Philip Henslowe, impresario teatrale inglese
- 9 gennaio - Marco Antonio Bonciari, umanista e linguista italiano (n. 1555)
- 14 gennaio - Orazio Borgianni, pittore italiano (n. 1574)
- 18 gennaio - Carlo d'Arenberg, principe (n. 1550)

### Febbraio
- 4 febbraio - Samuel Pallache, mercante, diplomatico e pirata marocchino
- 10 febbraio - Lazare Zetzner, editore e tipografo francese (n. 1551)
- 17 febbraio - Pierre de Gondi, cardinale e vescovo cattolico francese (n. 1533)
- 17 febbraio - Bibiana von Pernstein, nobile ceca (n. 1578)
- 28 febbraio - Mikołaj Krzysztof Radziwiłł, nobile polacco (n. 1549)

### Marzo
- 3 marzo - Mathias de l'Obel, botanico fiammingo (n. 1538)
- 6 marzo - Francis Beaumont, drammaturgo e poeta inglese (n. 1584)
- 8 marzo - Maria Anna di Baviera, nobile tedesca (n. 1574)
- 8 marzo - Giulio Cesare Casseri, anatomista italiano
- 10 marzo - Daniele Antonini, matematico, fisico e militare italiano (n. 1588)
- 19 marzo - Johannes Fabricius, medico, astrologo e astronomo tedesco (n. 1587)
- 21 marzo - Giacomo Castelvetro, viaggiatore e umanista italiano (n. 1546)
- 31 marzo - Giovanni Adolfo di Holstein-Gottorp, duca (n. 1575)

### Aprile
- 4 aprile - Pompeo Arrigoni, cardinale e arcivescovo cattolico italiano (n. 1552)
- 22 aprile - Miguel de Cervantes, scrittore, poeta e drammaturgo spagnolo (n. 1547)
- 23 aprile - Garcilaso de la Vega, scrittore peruviano (n. 1539)
- 23 aprile - William Shakespeare, drammaturgo e poeta inglese (n. 1564)
- 27 aprile - Francesco Barbaro, patriarca cattolico e diplomatico italiano (n. 1546)
- 27 aprile - Claude Chastillon, architetto, ingegnere e topografo francese (n. 1559)

### Maggio
- 4 maggio - Maddalena di Brandeburgo, principessa tedesca (n. 1582)
- 8 maggio - Gilbert Talbot, VII conte di Shrewsbury, nobile inglese (n. 1552)
- 21 maggio - Kuz'ma Minin, mercante e militare russo
- 25 maggio - Marcantonio Brandolini, nobile italiano (n. 1565)
- 25 maggio - Filippo Spinelli, cardinale e arcivescovo cattolico italiano (n. 1566)
- 30 maggio - Melchisedech Longhena, scultore e ingegnere italiano (n. 1566)

### Giugno
- 1º giugno - Tokugawa Ieyasu, militare giapponese (n. 1543)
- 10 giugno - Paolo Antonio Foscarini, scienziato e religioso italiano
- 24 giugno - Orazio Spinola, cardinale e arcivescovo cattolico italiano (n. 1547)
- 26 giugno - Suibara Chikanori, militare giapponese (n. 1546)

### Luglio
- 2 luglio - Bernardino Realino, gesuita italiano (n. 1530)
- 7 luglio - Anna di Württemberg, principessa tedesca (n. 1561)
- 20 luglio - Hugh O'Neill, condottiero irlandese
- 25 luglio - Andreas Libavius, medico e chimico tedesco (n. 1555)
- 26 luglio - Ikeda Toshitaka, militare giapponese (n. 1584)
- 29 luglio - Tāng Xiǎnzǔ, poeta, drammaturgo e saggista cinese (n. 1550)

### Agosto
- 3 agosto - Hans Meinhard von Schönberg, politico e militare tedesco (n. 1582)
- 7 agosto - Scipione Gentili, giurista e letterato italiano (n. 1563)
- 7 agosto - Vincenzo Scamozzi, architetto e scenografo italiano (n. 1548)
- 10 agosto - Pietro IV Celestri, nobile italiano (n. 1581)
- 21 agosto - Giovanni Battista Tasso,  italiano
- 29 agosto - Gellio Ghellini, religioso italiano (n. 1559)

### Settembre
- 15 settembre - Giovanni della Miseria, pittore e religioso italiano

### Ottobre
- 2 ottobre - Frans Francken I, pittore e disegnatore fiammingo (n. 1542)
- 10 ottobre - Maria di Nassau, principessa (n. 1556)
- 11 ottobre - Pompeo Giustiniani, condottiero e scrittore italiano (n. 1569)
- 21 ottobre - Gabriele Severo, vescovo ortodosso e teologo greco (n. 1541)
- 23 ottobre - Francesco Gonzaga, nobile italiano (n. 1577)
- 27 ottobre - Johann Richter, matematico e astronomo tedesco (n. 1537)

### Novembre
- 3 novembre - Agnese Edvige di Anhalt, principessa (n. 1573)
- 9 novembre - Alessandro Galvani, giurista italiano (n. 1556)
- 23 novembre - Prospero Alpini, medico e botanico italiano (n. 1553)
- 23 novembre - Richard Hakluyt, geografo, traduttore e scrittore inglese (n. 1530)

### Dicembre
- 5 dicembre - Marco Antonio Pellegrini, avvocato e giurista italiano (n. 1530)
- 10 dicembre - Diogo do Couto, storico portoghese (n. 1542)
- 22 dicembre - Jacob Le Maire, navigatore olandese (n. 1585)

### Senza giorno specificato
- Battista Antonelli, ingegnere militare italiano (n. 1547)
- Jacques de Bellange, pittore e incisore francese (n. 1575)
- Timoteo Berardi, vescovo cattolico italiano
- François Briot, medaglista e incisore francese (n. 1550)
- Giovanni Giacomo Carlino, tipografo e editore italiano
- Lodovico delle Colombe, filosofo italiano (n. 1565)
- Andrea Corner, nobile, storico e poeta italiano (n. 1547)
- Raphael Coxie, pittore fiammingo
- Orazio Farinati, pittore e incisore italiano (n. 1559)
- Antonio Foler, pittore italiano (n. 1536)
- Pietro Francavilla, scultore francese
- Gortzius Geldorp, pittore fiammingo (n. 1533)
- Johannes van Heeck, naturalista e medico olandese (n. 1574)
- Thomas Helwys, predicatore, giurista e teologo inglese (n. 1575)
- Hans Ruprecht Hoffmann, scultore tedesco (n. 1540)
- Cornelis Ketel, pittore olandese (n. 1548)
- Emanuele Filiberto Manfredi Luserna d'Angrogna, militare italiano (n. 1557)
- Elías Montalto, medico portoghese (n. 1567)
- Hans Morinck, scultore tedesco (n. 1555)
- Alexandru Movilă, nobile moldavo
- Pietro di Niccolao della Seta, mecenate italiano (n. 1564)
- Marcello Sparzo, scultore italiano
- Alonso de Espinosa, religioso e missionario spagnolo (n. 1543)
- Francisco Manuel de los Cobos y Luna, nobile spagnolo (n. 1546)

## Calendario
| Calendario 1616 | Calendario 1616 | Calendario 1616 | Calendario 1616 | Calendario 1616 | Calendario 1616 | Calendario 1616 | Calendario 1616 | Calendario 1616 | Calendario 1616 | Calendario 1616 | Calendario 1616 | Calendario 1616 | Calendario 1616 | Calendario 1616 | Calendario 1616 | Calendario 1616 | Calendario 1616 | Calendario 1616 | Calendario 1616 | Calendario 1616 | Calendario 1616 | Calendario 1616 | Calendario 1616 | Calendario 1616 | Calendario 1616 | Calendario 1616 | Calendario 1616 | Calendario 1616 | Calendario 1616 | Calendario 1616 | Calendario 1616 | Calendario 1616 |
| --------------- | --------------- | --------------- | --------------- | --------------- | --------------- | --------------- | --------------- | --------------- | --------------- | --------------- | --------------- | --------------- | --------------- | --------------- | --------------- | --------------- | --------------- | --------------- | --------------- | --------------- | --------------- | --------------- | --------------- | --------------- | --------------- | --------------- | --------------- | --------------- | --------------- | --------------- | --------------- | --------------- |
|                 | 1               | 2               | 3               | 4               | 5               | 6               | 7               | 8               | 9               | 10              | 11              | 12              | 13              | 14              | 15              | 16              | 17              | 18              | 19              | 20              | 21              | 22              | 23              | 24              | 25              | 26              | 27              | 28              | 29              | 30              | 31              |                 |
| Gennaio         | Ve              | Sa              | Do              | Lu              | Ma              | Me              | Gi              | Ve              | Sa              | Do              | Lu              | Ma              | Me              | Gi              | Ve              | Sa              | Do              | Lu              | Ma              | Me              | Gi              | Ve              | Sa              | Do              | Lu              | Ma              | Me              | Gi              | Ve              | Sa              | Do              |                 |
| Febbraio        | Lu              | Ma              | Me              | Gi              | Ve              | Sa              | Do              | Lu              | Ma              | Me              | Gi              | Ve              | Sa              | Do              | Lu              | Ma              | Me              | Gi              | Ve              | Sa              | Do              | Lu              | Ma              | Me              | Gi              | Ve              | Sa              | Do              | Lu              |                 |                 |                 |
| Marzo           | Ma              | Me              | Gi              | Ve              | Sa              | Do              | Lu              | Ma              | Me              | Gi              | Ve              | Sa              | Do              | Lu              | Ma              | Me              | Gi              | Ve              | Sa              | Do              | Lu              | Ma              | Me              | Gi              | Ve              | Sa              | Do              | Lu              | Ma              | Me              | Gi              |                 |
| Aprile          | Ve              | Sa              | Do              | Lu              | Ma              | Me              | Gi              | Ve              | Sa              | Do              | Lu              | Ma              | Me              | Gi              | Ve              | Sa              | Do              | Lu              | Ma              | Me              | Gi              | Ve              | Sa              | Do              | Lu              | Ma              | Me              | Gi              | Ve              | Sa              |                 |                 |
| Maggio          | Do              | Lu              | Ma              | Me              | Gi              | Ve              | Sa              | Do              | Lu              | Ma              | Me              | Gi              | Ve              | Sa              | Do              | Lu              | Ma              | Me              | Gi              | Ve              | Sa              | Do              | Lu              | Ma              | Me              | Gi              | Ve              | Sa              | Do              | Lu              | Ma              |                 |
| Giugno          | Me              | Gi              | Ve              | Sa              | Do              | Lu              | Ma              | Me              | Gi              | Ve              | Sa              | Do              | Lu              | Ma              | Me              | Gi              | Ve              | Sa              | Do              | Lu              | Ma              | Me              | Gi              | Ve              | Sa              | Do              | Lu              | Ma              | Me              | Gi              |                 |                 |
| Luglio          | Ve              | Sa              | Do              | Lu              | Ma              | Me              | Gi              | Ve              | Sa              | Do              | Lu              | Ma              | Me              | Gi              | Ve              | Sa              | Do              | Lu              | Ma              | Me              | Gi              | Ve              | Sa              | Do              | Lu              | Ma              | Me              | Gi              | Ve              | Sa              | Do              |                 |
| Agosto          | Lu              | Ma              | Me              | Gi              | Ve              | Sa              | Do              | Lu              | Ma              | Me              | Gi              | Ve              | Sa              | Do              | Lu              | Ma              | Me              | Gi              | Ve              | Sa              | Do              | Lu              | Ma              | Me              | Gi              | Ve              | Sa              | Do              | Lu              | Ma              | Me              |                 |
| Settembre       | Gi              | Ve              | Sa              | Do              | Lu              | Ma              | Me              | Gi              | Ve              | Sa              | Do              | Lu              | Ma              | Me              | Gi              | Ve              | Sa              | Do              | Lu              | Ma              | Me              | Gi              | Ve              | Sa              | Do              | Lu              | Ma              | Me              | Gi              | Ve              |                 |                 |
| Ottobre         | Sa              | Do              | Lu              | Ma              | Me              | Gi              | Ve              | Sa              | Do              | Lu              | Ma              | Me              | Gi              | Ve              | Sa              | Do              | Lu              | Ma              | Me              | Gi              | Ve              | Sa              | Do              | Lu              | Ma              | Me              | Gi              | Ve              | Sa              | Do              | Lu              |                 |
| Novembre        | Ma              | Me              | Gi              | Ve              | Sa              | Do              | Lu              | Ma              | Me              | Gi              | Ve              | Sa              | Do              | Lu              | Ma              | Me              | Gi              | Ve              | Sa              | Do              | Lu              | Ma              | Me              | Gi              | Ve              | Sa              | Do              | Lu              | Ma              | Me              |                 |                 |
| Dicembre        | Gi              | Ve              | Sa              | Do              | Lu              | Ma              | Me              | Gi              | Ve              | Sa              | Do              | Lu              | Ma              | Me              | Gi              | Ve              | Sa              | Do              | Lu              | Ma              | Me              | Gi              | Ve              | Sa              | Do              | Lu              | Ma              | Me              | Gi              | Ve              | Sa              |                 |